# Ernst Friedrich Germar
Ernst Friedrich Germar (1786 te Glauchau - 1853) was een Duits mineraloog en entomoloog.
Germar was professor en directeur van het Mineralogisch Museum in Halle. Naast het feit dat hij een mineraloog was, was hij geïnteresseerd in de entomologie en met name in de kevers (Coleoptera) en de halfvleugeligen (Hemiptera). Hij schreef een monografie over de Scutelleridae, een wantsenfamilie. 

## Enkele werken
Een aantal van Germar's publicaties: 
- Species Cicadarium enumeratae et sub genera distributae, 1830.
- Observations sur plusieurs espèces du genre Cicada, 1834.
- Ueber die Elateriden mit häutigen Anhängen der Tarsenglieder, 1839.
- Bemerkungen über Elateriden, 1844.
- Beiträge zur insektenfauna von Adelaide, 1848.
- Fauna Insectorum Europae, 24 delen, de eerste 2 door August Ahrens, het derde door Germar en F. Kalfuss en de resterende 21 delen door Germar alleen.

Ook was hij redacteur van het entomologische tijdschrift Zeitschrift für die Entomologie, dat werd gepubliceerd van 1839 tot 1844. 
In 1845 werd hij tot buitenlands lid van de Koninklijke Zweedse Academie van wetenschappen verkozen.
- Author citation (botany): Germar
- Gemeinsame Normdatei: 116588853
- International Standard Name Identifier: 0000 0001 0862 0501
- Library of Congress Control Number: nr2001006313
- Nationale Bibliotheek van Tsjechië: jo2014806930
- Nationale Bibliotheek van Polen: a0000002259494
- Nederlandse Thesaurus van Auteursnamen: 131074970
- SNAC: w6jd86pd
- Système universitaire de documentation: 176421556
- Virtual International Authority File: 767947
- WorldCat: E39PBJdx796DvDb6yXTRgtGfv3